# 自由献金
自由献金（じゆうけんきん）とは、自発的に捧げられる献金のことである。

## 概要
フルドリッヒ・ツヴィングリは宗教改革で、十分の一税を否定し、自発的に捧げられる自由献金を主張した。フランスのユグノーはナント勅令のとき自分たちの教会を持つことは許されたが、ローマ教皇を中心とするローマ・カトリック教会にも十分の一税を納めなければならなかった。
敬虔主義も自由献金を主張した。国教会から分離したプロテスタントの自由教会が形成されて、自発的な献金によって教会が運営されるようになった。自由教会の自由献金は神に対する感謝の応答としての献金であり、「自由の象徴」である。
献金の種類には、維持（月定）献金、礼拝（席上）献金、会堂献金、結婚などの感謝・記念献金、クリスマス献金、復活祭の献金などがある。維持（月定）献金は目安として聖書の十分の一（創世記14章、28章、レビ記27章、歴代下31章、ネヘミヤ13章、マラキ3章、マタイ23章）があるため什一献金とも呼ばれるが、自発的になされるものである。
救世軍の山室軍平は1930年の『十分一献金論』で十分の一献金をすすめている。
ラブリー・チャペル元牧師の八巻正治は「一般の教会では『礼拝献金』が為されることが多いと思われます。勿論、それは本質的には何ら強制されることはないのですが、そうした形式によるところの献金に疑問を有していたり、あるいは経済的に困難さを覚えている人たちにとっては、この礼拝献金だけで大きなつまづきとなってしまう場合もあります。」また「教会ではこの他にも各種の献金アピールが為されることが多いために、経済的に困難さを覚えている人にとっては、そうした献金のゆえにいっそう教会へ行くことが心的負担になる場合もあります・」と指摘している。